# オリエンタルホテル広島
オリエンタルホテル広島（オリエンタルホテルひろしま、英称:Oriental Hotel Hiroshima）は、広島県広島市中区田中町の平和大通り、流川沿いにあるホテルである。2006年9月まではワシントンホテル所有による「広島ワシントンホテルプラザ」であった。

## 概要
開業は1993年10月。当初はワシントンホテルのフラッグシップとして「広島ロイヤルワシントンホテル」として開業、1997年2月にワシントンホテルチェーンの分裂に伴い広島ワシントンホテルプラザと名称変更した。
2005年にワシントンホテルの意向により、ゴールドマン・サックス（以下、ゴールドマン）の完全子会社で特定目的会社の「有限会社鳥居坂開発」（2007年に合同会社へ改組）へ2006年4月1日付けで売却された。契約により、同年9月末日まで運営委託の形態でワシントンホテルとしての運営が継続された。同年10月より、ゴールドマンが買収したホテルの運営を担うホテルマネージメントジャパンが設立した有限会社広島ホテルマネジメントによる経営で「オリエンタルホテル広島」としてリブランドオープンし、アビリタスホスピタリティが運営支援している。
オリエンタルホテルへの改称は、ゴールドマンが既に不動産と経営権を取得していたダイエーグループによる「神戸メリケンパークオリエンタルホテル」「新浦安オリエンタルホテル」「なんばオリエンタルホテル」と合わせる所以があったものとされている。
なお、ゴールドマンが買収しアビリタスホスピタリティが運営支援にあたる日本のホテル（上記オリエンタルホテルを含む）については、2007年に不動産投資信託ファンドのジャパン・ホテル・アンド・リゾート投資法人（現：ジャパン・ホテル・リート投資法人）が一括で買収した。施設はゴールドマンへ賃借させ、運営についてもホテルマネージメントに対する委託契約により、経営が維持されている。

## 外観
佐藤工業による設計。建物本体の上に、毛利元就の三本の矢をモチーフにした塔が突き出すゴシック調の外観となっている。広島県においては2番目の地上高を誇る高層ホテル（1位はリーガロイヤルホテル広島、3位はグランドプリンスホテル広島）である。
オリエンタルホテル広島へリブランドの際には、日本を代表するインテリアデザイナーの内田繁を起用しており、玄関やロビーなどアーバンスタイリッシュなホテルに仕上がっている。

## 建築概要
- 敷地面積  1,798m2
- 建築面積  1,306m2
- 延床面積 13,899m2
- 規模 地下2階、地上23階
- 構造 鉄筋鉄骨コンクリート造

## 主な施設
- 結婚式場
- トータルビューティーフロア
  -     - ルボア（トリートメントサロン）
    - W（美容室）
    - SHALM（衣裳室）
    - ALULE（フォトサロン）
- レストラン各種
  -     - OZAWA（フレンチ）
    - NewYorkCafe（ランチブッフェ、カフェ＆バー、シガーバー）
    - みつき（日本料理）

- バンケットホール
- MOON GLOW
- 客室
- デザインギャラリー

## 最寄り駅
- JR広島駅

## 周辺情報
- 平和記念公園
- 原爆ドーム
- 比治山公園